# Abbott (marka samochodów)

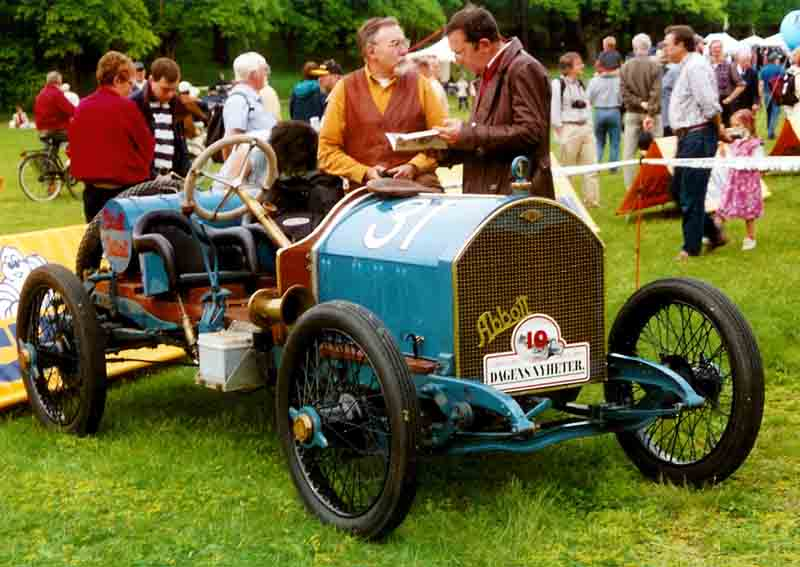
Model Abbott-Detroit z 1911 roku

Abbott – marka samochodów produkowanych w USA w latach 1909–1918. 
Firma została założona w 1909 w Detroit i sprzedawała swoje samochody pod marką Abbott-Detroit. Samochody te były wyposażone w silniki czterocylindrowe produkowane przez firmę Continental oraz ośmiocylindrowe produkowane przez Herschell-Spillman. 
W 1916 produkcję przeniesiono do Cleveland, a samochody zaczęto sprzedawać pod marką Abbott. W kwietniu 1918 wytwórnia zbankrutowała i produkcji samochodów zaprzestano.

## Modele
- Model 44 Touring
- D34
- Limousine
- 34/45 HP Foredoor Roadster
- 44/40 HP Battleship Roadster
- Model F
- Model L
- Model K
- Model 6